# 루넨버그 (노바스코샤주)

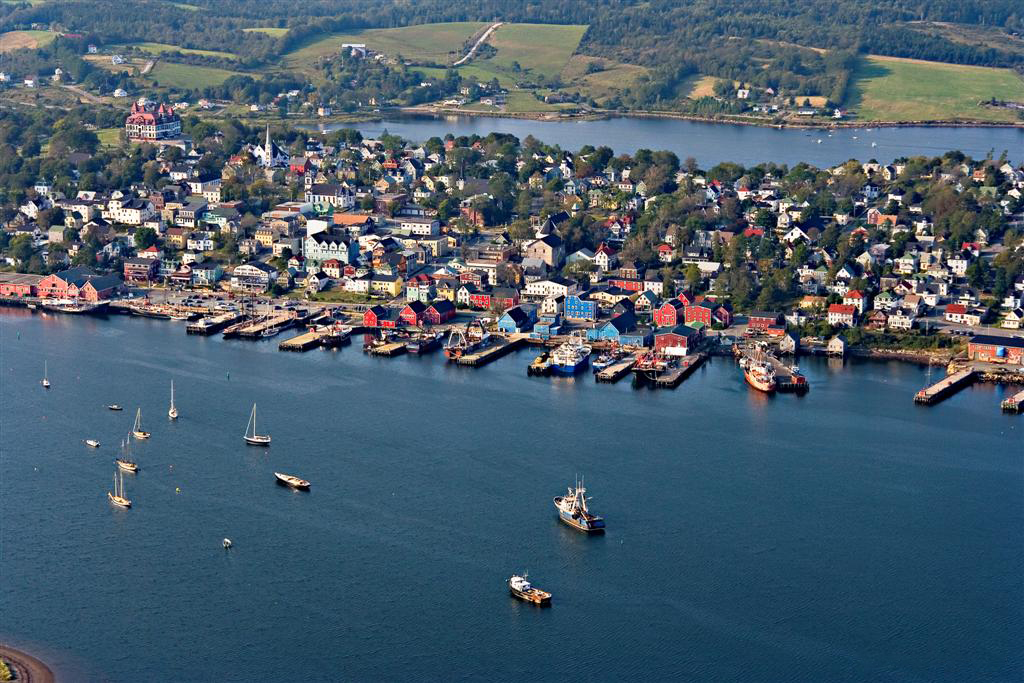
루넨버그의 항공 사진

루넨버그(Lunenburg, /ˈluːnənbɜːrɡ/)는 캐나다 노바스코샤주 남부 해안에 있는 항구 도시이다. 1753년에 설립된 이 마을은 영국이 노바스코샤주에 개신교를 정착시키려는 최초의 시도 중 하나였다.
경제는 전통적으로 근해 어업에 기반을 두고 있었으며 오늘날 루넨버그는 캐나다 최대의 2차 수산물 가공 공장이 있는 곳이다. 이 도시는 1800년대 후반에 번성했으며, 역사적인 건축물의 대부분은 그 시대에 만들어졌다.
1995년 유네스코는 이곳을 세계문화유산으로 지정했다. 유네스코는 이 지역이 지역 목조 토속건축물을 포함하여 1800년대의 원래 레이아웃과 외관을 유지하고 있기 때문에 북미 지역에 계획된 영국 식민지 정착의 가장 좋은 예라고 간주한다. 유네스코는 이 도시의 전통적인 경제적 기반인 대서양 어업의 미래가 현재 매우 불확실하기 때문에 보호가 필요하다고 간주한다.
도시의 역사적인 중심부는 캐나다 국립 사적지이기도 하다.